# 보친
보친 (크로아티아어: Voćin)은 크로아티아 비로비티차포드라비나주에 위치한 마을이자 지방 자치체이다.
2021년 기준으로 인구는 1,911명이며 면적은 296.09 km2이다. 보친 마을 인구는 956명이 거주하고 있다.

## 같이 보기
- 보친 학살